# Thể tích mol
Thể tích mol hay thể tích mol phân tử là thể tích bị chiếm bởi một mol chất (nguyên tố hóa học hoặc hợp chất hóa học) tại áp suất và nhiệt độ cho trước. Trước đây người ta còn gọi thể tích mol phân tử là thể tích phân tử gam. Ký hiệu của thể tích mol là Vm; đơn vị của thể tích mol là mét khối trên mol (m³/mol). Tuy thế trong thực hành, người ta chuộng dùng đơn vị đềximét khối trên mol (dm³/mol) cho chất khí và xentimét khối trên mol (cm³/mol) cho chất lỏng và chất rắn.

## Công thức tính
Muốn tính thể tích mol phân tử, cần biết khối lượng mol và khối lượng riêng, sau đó áp dụng công thức: 
{\displaystyle V_{\rm {m}}={M \over \rho }}.
Nếu mẫu đang xét là một hỗn hợp chứa N thành phần thì thể tích mol được tính như sau:
{\displaystyle V_{\rm {m}}={\frac {\displaystyle \sum _{i=1}^{N}x_{i}M_{i}}{\rho _{\mathrm {honhop} }}}}.
Đối với khí lý tưởng, thể tích mol được tính theo phương trình trạng thái khí lý tưởng; giá trị thu được khá sát đối với nhiều loại khí thông dụng ở nhiệt độ và áp suất tiêu chuẩn. Đối với tinh thể, xác định thể tích mol được đo bằng phương pháp tinh thể học tia X.

## Khí lý tưởng
Có thể biến đổi phương trình trạng thái khí lý tưởng để dễ theo dõi hơn: 
{\displaystyle V_{\rm {m}}={V \over {n}}={{RT} \over {P}}}.
Tại nhiệt độ và áp suất cho trước, thể tích mol là như nhau đối với tất cả khí lý tưởng và bằng một con số gọi là hằng số khí: R = 8,314 4621(75) J mol−1 K−1 với độ không đảm bảo chuẩn tương đối là 9,1×10−7 (căn cứ theo giá trị khuyến nghị của CODATA 2010). Thể tích mol của khí lý tưởng tại áp suất 100 kPa (1 bar) là: 
22,710 980(38) dm³/mol tại 0 °C
24,789 598(42) dm³/mol tại 25 °C
Thể tích mol của khí lý tưởng tại áp suất 1 átmốtphe là:
22,414 l/mol tại 0 °C
24,465 l/mol tại 25 °C

## Vật rắn tinh thể
Có thể tính thể tích ô đơn vị (Vcell) từ tham số ô đơn vị (unit cell parameter) - được định trị ngay từ bước đầu của thí nghiệm tinh thể học tia X (công việc tính toán do phần mềm xác định cấu trúc tinh thể tự động thực hiện). Mối quan hệ giũa thể tích ô đơn vị và thể tích mol được thể hiện qua công thức:
{\displaystyle V_{\rm {m}}={{N_{\rm {A}}V_{\rm {cell}}} \over {Z}}}
trong đó NA là hằng số Avogadro; Z là số đơn vị công thức (formula unit) trong ô đơn vị. Kết quả của công thức này thường được gọi là "mật độ tinh thể".

### Thể tích mol của silic
Silic được dùng nhiều trong ngành công nghiệp điện tử. Việc xác định thể tích mol của silic (cả bằng phương pháp tinh thể học tia X lẫn phương pháp tính tỷ số thể tích mol/khối lượng riêng) thu hút nhiều sự quan tâm. Công trình tiên phong về vấn đề này là của Deslattes và các cộng sự (1974) tại Viện Tiêu chuẩn và Kỹ thuật quốc gia (Hoa Kỳ). Mối quan tâm này bắt nguồn từ sự thật là, nếu tính chính xác thể tích ô đơn vị, nguyên tử lượng và mật độ khối của vật rắn tinh thể nguyên chất thì sẽ xác định trực tiếp được giá trị của hằng số Avogadro. Hiện tại (căn cứ theo giá trị khuyến nghị của CODATA 2006) thì độ chính xác của giá trị hằng số Avogadro bị giới hạn bởi độ không đảm bảo của giá trị hằng số Planck (độ không đảm bảo chuẩn tương đối là 5×10−8).
Căn cứ theo CODATA 2006, giá trị khuyến nghị dành cho thể tích mol của silic là bằng 12,058 8349(11)×10−6 m³/mol, với độ không đảm bảo chuẩn tương đối là 9,1×10−8.